# Melanie Drack
Melanie Drack (* 1982) ist eine österreichische Singer-Songwriterin.

## Werdegang
Drack lernte als Kind Blockflöte und Gitarre. Mit 14 Jahren nahm sie in einem Tonstudio ihre ersten beiden selbst geschriebenen Lieder auf. 1998 gründete sie unter dem Namen Fancy Free mit Freunden eine Schulband, mit der sie im darauffolgenden Jahr einen Plattenvertrag erhielt. Alle Songs des ersten Albums wurden von ihr und in englischer Sprache geschrieben. Nach Trennung der Band, tourte sie alleine durch Europa. 2001 nahm sie in Brașov am Festival Cerbul de Aur teil und trat gemeinsam mit UB40 und Cyndi Lauper vor über 20.000 Zuschauern auf.
Danach zog sie sich zurück, und es entstanden Lieder in ihrer Muttersprache, mit denen sie seit 2009 in Österreich auf Tournee ist. 2011 nahm sie gemeinsam mit Leonard Pospichal den Song Widewidewitt Bum Bum auf und erreichte damit die österreichischen Charts.

## Diskografie
Singles
- 2011: Widewidewitt Bum Bum (feat. Leonard)